# Grube Anton
Die Grube Anton war ein ehemaliges Untertagebergwerk im Landkreis Wolfach im Schwarzwald. Das Bergwerk war von 1834 bis 1850 im Betrieb und wird seit 1972 als geowissenschaftliches Observatorium genutzt.

## Geschichte
Erste bergmännische Aktivitäten im Bereich der Grube Anton begannen in den 1770er Jahren. Die planmäßige Ausbeutung des Bergwerkes erfolgte in den Jahren 1834 bis 1850, wo etwa 740 kg Silber und 189.487 kg Cobalterz gefördert wurden. Um 1970 wurde die aufgegebene Grube Anton für ein noch zu errichtendes geophysikalisches Observatorium ausgewählt, das 1972 als Geowissenschaftliches Gemeinschaftsobservatorium Wolfach (Black Forest Observatory, BFO) des Karlsruher Instituts für Technologie und der Universität Stuttgart in Betrieb genommen wurde. Die Baukosten von 750.000 DM wurden von der Volkswagenstiftung getragen.